# Little arrows
«Little arrows» es una canción de Leapy Lee. En España fue popularizada por la cantante Karina bajo el título de «Las flechas del amor». Ambas versiones se publicaron en 1968.

## Descripción
Compuesta por Albert Hammond y Mick Hazlewood e interpretada originalmente por el inglés Leappy Lee, el tema tenía un fondo de música country. El tema alcanzó el número 2 en las listas de ventas del Reino Unido, el número 11 en la U.S. Billboard Hot Country Singles y el número 16 en el U.S. Billboard Hot 100.

## Las flechas del amor
Fue adaptada al español por Alfonso Alpin y contó con arreglos de Waldo de los Ríos. Con acompañamiento de cuerda y metal y una letra calificada de muy pegadiza, se publicó en formato sencillo como cara B de un disco que abría el tema La fiesta y llegó a ser número uno en la lista de los más vendidos en España a lo largo siete semanas consecutivas.
Es uno de los temas más emblemáticos de Karina y fue gracias a este tema que por primera y única vez que alcanzó el número uno en la lista de Los 40 Principales la semana del 12 de marzo de 1969.